# 没収試合
没収試合（ぼっしゅうじあい）、あるいは フォーフィッテッドゲーム（英: Forfeited game）とは、スポーツの試合において一方のチームに起因する何らかの事情により試合の開始又は続行が困難となった場合、あるいは試合の結果に影響を及ぼすような重大な違反行為があった場合に、起因となった側のチームを自動的かつ強制的に敗戦扱いとする試合のこと。試合の開始・続行を一方のチームが放棄したとして放棄試合（ほうきじあい）と称することもある。トーナメント戦の場合、試合を行わずに勝敗を決することから不戦勝（又は不戦敗）と称することもある。

## 野球における没収試合
公認野球規則7.03に「フォーフィッテッドゲーム（没収試合）」として規定がある。一方のチームが以下のことを行った場合にフォーフィッテッドゲーム（没収試合）が宣告される。
- 一方のチームが次のことを行った場合。（公認野球規則 7.03(a) ）
  1. 球審が試合開始時刻にプレイを宣告してから、5分を経過してもなお競技場に出ないか、あるいは競技場に出ても試合を行うことを拒否した場合（ただし、遅延が不可避と認められる場合を除く）。
  2. 試合を長引かせ、又は短くするために、明らかに策を用いた場合。
  3. 球審が一時停止又は試合の打ち切りを宣告しないにもかかわらず、試合の続行を拒否した場合。
  4. 一時停止された試合を再開するために、球審がプレイを宣告してから、1分以内に競技を再開しなかった場合。
  5. 審判員が警告を発したにもかかわらず、故意に、また執拗に反則行為を繰り返した場合。
  6. 審判員の命令で試合から除かれたプレーヤー（退場宣告を受けた選手）を、そのチームが適宜な時間内に退場させなかった場合。
  7. ダブルヘッダー第2試合の際、第1試合終了後30分以内に競技場に現れなかった場合（ただし、第1試合の球審が第2試合開始までの時間を延長した場合を除く）。
- 一方のチームが競技場に9人のプレーヤーを位置させることができなくなるか、又はこれを拒否した場合。（同 7.03(b)）
- 球審が試合を一時停止（グラウンドコンディション不良や観客の乱入など）した後、試合再開に必要な準備（グラウンドの整備や観客の退出措置等）を球場管理人に命じたにもかかわらず、その命令が意図的に履行されなかったために試合再開に支障を来した場合（アマチュア野球には適用しない。この場合はビジターチームの勝利となる）。（同 7.03(c)）

これらにより没収試合が宣告された場合、記録上は原因となったチームを「0-9（ソフトボールの場合は7イニング制なので0-7）の敗戦」として扱う。試合途中に没収試合となった場合は原則として個人記録はそのまま残るが、加害チームがリードしている状況で没収試合となった場合には勝利投手・敗戦投手・セーブは一切記録されない。加害チームがいったん勝利して終了した試合に対してのちに没収試合が適用され、その試合が0-9で加害チームの敗戦となった場合も同様に、勝利投手・敗戦投手・セーブの記録は取り消しとなる。
また、後攻チームがリードした状態で5回表、あるいは先攻チームがリードした状態で5回裏が完了する前に没収試合となった場合、その試合における全ての記録は公式記録として算入されない（→ノーゲーム）。前述のとおり、没収試合となった場合は、得点0-9の試合として成立する。
後述の通り、日本プロ野球の場合、高額の制裁金や賠償金の支払い命令がなされ、また、独自に入場料の返還が行われる場合もある。さらに、その試合の当事者となる監督や審判も契約解除を覚悟しなければならない事態となる。
試合を主管する組織が定める選手登録のルールに反した選手起用が原因となって没収試合が宣告されることがある。これは当該選手が試合に出場できないとのルールにより、公認野球規則 7.03(a)(6)項の「審判員の命令で試合から除かれたプレーヤーを、適宜な時間内に退場させなかった場合」に該当すると解釈しているためである。しかし、時には単純なメンバー登録の誤記が原因で没収試合になった例もあり（#日本大学野球の八戸工業大学対青森中央学院大学戦、東北工業大学対仙台大学戦など）、日本アマチュア野球規則委員会は、メンバー交換時に気付いた場合はその場で訂正を認めるなど、些細なミスでの没収試合は避けるよう通達を出している。第93回全国高等学校野球選手権広島大会での広島新庄高対崇徳高戦では崇徳高の投手交代の不手際により規則を厳格に適用すれば没収試合だったが、広島県高野連は教育的な意味合いもあり、投手交代を認めず試合を再開した。
　

### 日本プロ野球
- 日本のプロ野球リーグにおいてはこれまで10試合のケースが該当する。太字は敗戦チーム。

| 開催日        | 適用された試合（会場）                           | 適用理由 |
| ------------- | ------------------------------------------------ | --- |
| 1946年5月20日 | • パシフィック • セネタース （西宮球場）         | パシフィックの藤本定義監督が、戦前既存球団でプレーしていた白石勝巳（巨人）、藤井勇（阪神）を公式戦登録メンバーに加えさせたことでの調査中にもかかわらず、2人を試合に出場させたため、パシフィックは当該4試合を没収試合（0-9での敗戦）とさせられた。このうち5月26日の試合はパシフィックが7-4で勝利していたが勝敗が逆転した。この1勝がグレートリングの初優勝につながった。 |
| 1946年5月23日 | • パシフィック • グレートリング （西宮球場）     | パシフィックの藤本定義監督が、戦前既存球団でプレーしていた白石勝巳（巨人）、藤井勇（阪神）を公式戦登録メンバーに加えさせたことでの調査中にもかかわらず、2人を試合に出場させたため、パシフィックは当該4試合を没収試合（0-9での敗戦）とさせられた。このうち5月26日の試合はパシフィックが7-4で勝利していたが勝敗が逆転した。この1勝がグレートリングの初優勝につながった。 |
| 1946年5月24日 | • パシフィック • 阪急軍 （西宮球場）             | パシフィックの藤本定義監督が、戦前既存球団でプレーしていた白石勝巳（巨人）、藤井勇（阪神）を公式戦登録メンバーに加えさせたことでの調査中にもかかわらず、2人を試合に出場させたため、パシフィックは当該4試合を没収試合（0-9での敗戦）とさせられた。このうち5月26日の試合はパシフィックが7-4で勝利していたが勝敗が逆転した。この1勝がグレートリングの初優勝につながった。 |
| 1946年5月26日 | • パシフィック • グレートリング （西宮球場）     | パシフィックの藤本定義監督が、戦前既存球団でプレーしていた白石勝巳（巨人）、藤井勇（阪神）を公式戦登録メンバーに加えさせたことでの調査中にもかかわらず、2人を試合に出場させたため、パシフィックは当該4試合を没収試合（0-9での敗戦）とさせられた。このうち5月26日の試合はパシフィックが7-4で勝利していたが勝敗が逆転した。この1勝がグレートリングの初優勝につながった。 |
| 1946年9月27日 | • セネタース • ゴールドスター （西宮球場）       | セネタースは西宮市に隣接する宝塚市に宿を取っていた が、当日の朝のセネタースの宿舎付近は雨天で、選手たちの大半は「試合中止」と即断して外出した。だが、西宮球場の周辺は11時には雨が上がり、13時開始予定の試合は挙行可能な状態になっていた。12時過ぎにセネタースの選手が数人球場入りしたが、9人は揃わなかったため、金政卯一球審は日本野球連盟と協議の上、ゴールドスターの選手たちを守備に就かせた上で試合開始を遅らせてセネタースの選手の到着を待ったが現れず、13時27分に没収試合が宣告された。セネタースには罰金5,000円とファンに対する弁済金として10,928円が科された。 |
| 1947年6月6日  | • 阪急ブレーブス • 南海ホークス （後楽園球場）   | 阪急は松戸市に宿を取っていた が、当日の朝の阪急の宿舎付近は激しい雨が降っていた。阪急のマネージャーが状況確認の為に早朝に後楽園球場近くまで出かけたが、最寄の水道橋駅の駅員の「無理でしょう」の言葉を信じて、球場まで行って確認することなくそのまま松戸へ戻った。この日は変則ダブルヘッダーであったが、第1試合（東急対巨人）の開始前には天候が回復して試合は予定通り開催。第2試合の阪急対南海も15時30分開始予定だったが、阪急ナインは結局現れず、島秀之助球審は15時35分に没収試合を宣告した。阪急には罰金7,000円が科されたが、前年セネタースに課された弁済金に関しては記録が残っていないという。 |
| 1950年8月14日 | • 南海ホークス • 大映スターズ （県営富山野球場） | 9回裏、無死二、三塁から大映の板倉正男の打球を南海中堅手の黒田一博が捕球したが、長谷川信義二塁塁審は「ワンバウンドでの捕球である」として安打であると判定。これに対し山本一人監督 をはじめ南海選手が「（黒田は）打球を直接捕球しているではないか」として抗議、40分後に角田隆良球審が試合再開を促したにもかかわらず、南海選手が守備に就くのを拒んだため、没収試合が宣告される。後日、パシフィック野球連盟による査問委員会が開かれ、南海球団には制裁金（罰金）10万円が科されたが、山本に対しては「相当期間の出場禁止処分に該当すると認めるが、今次事件発生に至る情状酌量すべきもの多々あり、また山本監督の仁徳、旧歴に徴し」と断った上で譴責処分を課すという異例の対応がとられた。さらに南海球団は独自に入場料払戻しの対応も行った。 同年規定されたばかりの公認野球規則（当時の規定は第24条第3項）に則った初の没収試合（放棄試合）。 |
| 1954年7月25日 | • 大阪タイガース • 中日ドラゴンズ （大阪球場）   | 5-2で中日が3点リードした延長10回裏無死、この回の阪神の攻撃で代打に起用された真田重男が、中日投手の杉下茂と相対し、カウント2-2からファウルチップした打球を中日捕手の河合保彦が落球したとして杉村正一郎球審はファウルと判定したが、中日側から「河合はファウルチップの打球を直接捕球したので三振になるはずだ」と抗議があった為、杉村球審は判定を覆して真田の三振アウトを宣告した。これに対して阪神側が猛抗議し、その最中に藤村富美男が杉村球審に暴行を働いた（肩またはプロテクターを突いた）として退場を宣告された。この際に松木謙治郎監督も杉村球審に手を出して退場処分を受け、興奮した観客がグラウンドに入って試合が1時間7分中断。阪神は連盟への提訴を条件に試合を再開したが、藤村には退場宣告がよく伝わっておらず、自らの打順で打席に立とうとした。この件について充分な説明がなされていないとの理由で観客の阪神ファンが再びグラウンドに乱入。収拾が付かなくなったことから主催者の阪神に責任があるとして審判団は没収試合により中日の勝利とした。この一件でセントラル野球連盟は試合管理不十分として松木監督に対し出場停止5日と制裁金3万円、藤村富美男に対しては「放棄試合の原因を招いた責任は重大」として出場停止20日と制裁金5万円、松木退場後の監督代行を務めた金田正泰に「藤村の再出場を阻止できなかった」として戒告を科す処分を下した。またこの処分により藤村の連続試合出場記録は1,014試合でストップし、松木の体を張った苦労は報われなかった。 また、その当時の公式記録はその回の表・裏両方の攻撃が完了して初めて成立する制度（コールドゲーム参照）だった為、10回表の中日の攻撃で杉山悟が阪神投手の駒田桂二から打った2点本塁打は無効となるおまけもついた。尚、この放棄試合の責任を取る形で阪神の松木謙治郎はシーズン終了後に監督を辞任した。 |
| 1967年9月23日 | • 阪神タイガース • 大洋ホエールズ （甲子園球場） | 1回表の大洋の攻撃、二死満塁で打席に入った九番打者の森中千香良（当日の大洋の先発投手）が阪神先発投手のジーン・バッキーが投じた2ストライク後の投球を空振りしてその球を阪神捕手の和田徹がショートバウンドで捕球し、三振バッターアウトが成立したと勘違いして当該打者（森中）へのタッチプレイ又は一塁への送球を行わず、スリーアウトによる両軍攻守交代と思い込んでそのボールをマウンドへ転がした。それを見た大洋ベンチが打者走者森中に「振り逃げが成立するからファーストへ走れ」と指示、また三塁走者の松原誠がホームインして大洋に追加点が入った。この間のプレーについて阪神監督の藤本定義が「打者アウトでスリーアウトチェンジではないか」と大谷泰司球審に抗議し、藤本はその際に大谷球審の胸を突き退場が宣告された。その後阪神が試合の続行を拒否したため没収試合となる。この試合はセ・リーグ最後の没収試合となっていると共に、阪神は史上初となる2回目の没収試合の加害者となっている。セントラル野球連盟は阪神球団に戒告、退場となった藤本に戒告と制裁金5万円、さらに藤本の退場後に監督代行として指揮を委ねられながら、試合再開のための適切な処置を取らなかったとして、後藤次男コーチにも戒告の処分を科した。また、阪神球団は独自に観客848人に入場料の払い戻しを行った。ただし、この試合に関しては大谷球審が藤本への退場宣告の直後にプレイをかけ、その1分後に「ゲームセット」の宣告を行ったため、阪神側の「試合再開の意思はあったのに、大谷球審が規則を杓子定規に運用した」という主張をセントラル野球連盟が一部認める形で没収試合の処分としては他と比べて軽いものとなった。 |
| 1971年7月13日 | • 阪急ブレーブス • ロッテオリオンズ （西宮球場） | 7回表のロッテの攻撃において、打者江藤愼一がカウント1ボール2ストライクからハーフスイングでバットを止め、砂川恵玄球審が一度はボールと判定したが、阪急の捕手岡村浩二がスイングアウトをアピールすると、砂川球審は一転してストライクと判定し、その結果、江藤は三振凡退となった。その判定を巡り、三塁ベースコーチの矢頭高雄が「一度はボールとコールしたじゃないか」と抗議し、砂川球審に暴行したため退場処分となる。またロッテベンチも監督の濃人渉ら首脳陣が抗議を続けるが受け入れられなかった。その後ロッテは試合続行を拒否したため（これにはオーナーの中村長芳が「こんな審判の下で試合は出来ないから止めよう」と言う鶴の一声があったためである。また、中村のメッセージの伝令役となった武田一義球団代表もベンチで濃人らと共に抗議を行った）、没収試合（放棄試合）が宣告された。 上の阪神-大洋戦の没収試合を受けて1968年に放棄・没収試合は厳禁という規定ができたことと、この試合は阪急の主催試合であったため、ロッテ球団はNPBに制裁金200万円・阪急球団にはロッテ球団が使用したバスの破損と用具紛失に関する弁償金として約300万円、合計約500万円のペナルティ、またこれとは別に阪急球団に試合放棄により生じた入場料損失に対する弁償金（金額は不明）の支払いも命じられることとなり、さらに濃人にも制裁金15万円が科された。なお、この責任を取り濃人は二軍監督に降格しシーズン終了後にスカウトに異動、後任監督には入れ替わりに二軍監督だった大沢啓二が昇格し、翌シーズン5年契約を結んだが、成績不振に加え、球団フロントの刷新による金田正一の監督招聘もあり1年で退団した。事態の発端を作った江藤も首位打者を獲得したにもかかわらず、シーズン終了後に大洋ホエールズにトレードされた。なお、この試合を最後にNPBの一軍公式戦では放棄・没収試合は発生していない（日本生命セ・パ交流戦やクライマックスシリーズ、SMBC日本シリーズといったポストシーズンゲームでもその事例なし）。 |

以上は一軍公式戦の例で、他にはウエスタン・リーグで、1968年の中日ドラゴンズ-西鉄ライオンズ戦で審判の判定を不服として中日ドラゴンズが試合続行を拒否したものと、1980年の阪急ブレーブス-南海ホークス戦で審判の判定の遅れを不服として南海ホークスが試合続行を拒否した二例が記録されている（イースタン・リーグでは現状その事例がない）。

### 日本社会人野球
クラブチームでは本職を持ちながらプレーする選手が多いことから、大会開催日に選手が9人集まらなかったり、また雨天順延等で本来土曜日や日曜日に組まれていたゲームが平日に繰り延べられた結果、選手が集まらずに試合放棄となるケースがまま見られる。そのほか社会人野球においてはプロ野球（独立リーグ、海外プロ含む）や学生野球、他チームからの移籍による登録規定があり、これに反することが発覚して没収試合となることがある。近年における登録違反の没収試合は次のとおり。
- 2006年3月25日に行われた第41回福岡県野球連盟会長杯争奪春季大会1回戦、福岡美咲ブラッサムズ対沖データコンピュータ教育学院戦の4回裏、福岡美咲側が競技者登録を行っていない元プロ野球選手・市場孝之を代打に送ったのを沖データ側が指摘、その時点で沖データは8-1でリードしていたが、規定により没収試合となり、沖データが9-0で勝利となった。
- 2006年5月9日に行われた第60回JABA九州大会2回戦、セガサミー対沖データコンピュータ教育学院戦の8回表、沖データが未登録の選手を代打に送ったところ、セガサミーのコーチ佐々木誠がアピールを行った。これにより、試合は2-0でセガサミーがリードしていたが、9-0でセガサミーの勝利となった。沖データコンピュータ教育学院は約1ヵ月半の間に没収試合の勝者と敗者になったことになる。
- 2007年6月22日に行われた第32回全日本クラブ野球選手権大会東北地区2次予選2回戦、岩手21赤べこ野球軍団対郡山ベースボールクラブの試合は、4回終了時に14-0で岩手21赤べこ野球軍団が大量リードを奪っていたが、5回表に岩手21赤べこ野球軍団が未登録選手を代打に送り、郡山ベースボールクラブのアピールがあったことから、審判は没収試合を宣告し、郡山ベースボールクラブが9-0で勝利した。
- 2011年5月21日に行われた第82回都市対抗野球大会滋賀1次予選1回戦、全大津野球団対瀬田クラブは一時11-0と全大津野球団が大量リードを奪ったが、全大津野球団が未登録選手を出場させて没収試合が宣告され、瀬田クラブが9-0で勝利。
- 2013年4月6日に行われた第84回都市対抗野球大会奈良県1次予選1回戦、帝塚山大学OBクラブ対奈良フレンドベースボールクラブの試合は帝塚山大学OBクラブが4-3で勝利したが、試合後になって帝塚山大学OBクラブが前年に関西独立リーグに所属していたため1年間登録ができない選手を出場させていたことが発覚したため、当該試合を没収試合として9-0で奈良フレンドベースボールクラブの勝利とし、帝塚山大学OBクラブは同大会から除外された（敗者復活戦への出場も認めない）。
- 2018年9月16日に行われた第25回JABA宮城県野球協会会長杯争奪大会（クラブチームの部）準決勝、大崎トリプルクラウン対東北マークス戦の8回表、大崎トリプルクラウンが登録外選手を途中出場させた。試合は大崎トリプルクラウンが5-3とリードしていたが、当該試合を没収試合として9-0で東北マークスの勝利とし、大崎トリプルクラウンは同日から翌年の都市対抗1次予選終了まで公式試合出場禁止処分を受けた。
- 2022年4月30日に行われた第93回都市対抗野球大会福岡県1次予選、JR九州対REXパワーズの試合はREXパワーズ側に出場登録をしていない選手を出場させていたことが判明したため、没収試合となり、JR九州の勝利となった[13]。
- 2025年5月4日に行われた第96回都市対抗野球大会神奈川県1次予選兼第49回全日本クラブ選手権大会神奈川県予選、リベラック小田原対横浜金港クラブの試合は、リベラック小田原側がメンバー表交換後、諸事情によりメンバー変更をする必要が発生したが、変更の手続きを取らず打席が回ったところで代打を出す判断を取った。しかし、当該選手は指名打者で、第1打席を完了するか相手の先発投手が交代するまで代打を送れないルールのため（指名打者の偵察選手を禁じた規定）、当該選手に打席が回った際に出場出来なかったため没収試合となり、横浜金港クラブの勝利となった[14]。リベラック小田原側はこのことについてチーム内での当該規則の認識不足だと説明した[15]。

### 日本大学野球
選手の登録などによるミスで没収試合となることがまま見られる。学生主体の運営であることに原因があると言える場合が多い。
- 2004年5月8日に行われた関西学生野球春季リーグの同志社大学対関西大学1回戦で、関西大学が登録外選手を代打で出場させたため、連盟申し合わせ事項により没収試合となり、同志社大学の勝利となった。
- 2006年9月7日に行われた京滋大学野球秋季リーグの京都学園大学対花園大学3回戦で、京都学園大学は4-1で迎えた8回から、登録と異なる背番号の投手が登板したため、規定により没収試合となり、対戦成績2勝1敗とした花園大学が一度は勝ち点を得た。しかし、原因が京都学園大学のマネージャーのメンバー表への記入ミスだったことから連盟は再試合を決定。9月29日に行われた再試合では、京都学園大学が9回裏逆転サヨナラ勝利を挙げ、当初の結果とは逆に京都学園大学が勝ち点を得ることとなった。
- 2006年10月9日に行われた北東北大学野球秋季リーグの1,2部入れ替え戦、八戸工業大学（1部）対青森中央学院大学（2部）の第2戦で、青森中央学院大学側がメンバー表に選手の名前を誤って記入し、当該選手が登板して1球投じたところで相手が抗議。規定により没収試合となった。入れ替え戦は2戦先勝方式で、前日行われた第1戦では青森中央学院大学が勝利していたが、没収試合となった第2戦の直後に行われた第3戦も八戸工業大学が勝利、対戦成績が青森中央学院大学の1勝2敗となり、1部昇格を逃す結果となってしまった。
- 2006年10月22日に行われた九州大学野球選手権大会（明治神宮野球大会大学の部への出場を懸け、九州の3連盟上位チームにより行われる大会）の予選トーナメント決勝、九州共立大学対日本文理大学戦で、九州共立大学の特別コーチ（元プロ野球選手）が試合中にベンチ及びブルペンで直接選手に指導していたとして、全九州大学野球協会がこの試合を没収試合にすると発表。試合は4-1で九州共立大学が勝っていたが、この措置により日本文理大学が決勝トーナメントに進出。大学野球においては、元プロ野球選手は条件つきで練習時に学生を指導することができるが、試合中の指導は認められていない。
- 2007年9月2日に行われた仙台六大学野球連盟秋季リーグの東北工業大学対仙台大学で、東北工業大学側がメンバー表に選手の背番号を誤って記載。その選手の背番号を変更するつもりが、以前の背番号を書いてしまったもので、旧背番号のユニフォームは大学に置いて来ていた。その選手は指名打者で、第1打席を完了するか相手の先発投手が交代するまで代打を送れないルールのため（指名打者の偵察選手を禁じた規定）、3番打者のその選手が打席に立った時点で没収試合となった。試合時間わずか13分で、仙台大の先発の投球数は10球。なお、指名打者の第1打席でも投手を代わりに打席に立たせることは可能（ただし、以降指名打者は使えなくなる）で、そうしていれば没収試合は免れたケースだった。
- 2007年9月15日に行われた千葉県大学野球連盟2部秋季リーグの千葉商科大学対千葉工業大学で、千葉商科大学がベンチ入り登録されていない選手を起用し、千葉工業大学がこれをアピールしたことから審判団は没収試合を宣告、9-0で千葉工業大学の勝利となった。
- 2011年9月25日に行われた京滋大学野球秋季リーグの京都教育大学対大谷大学2回戦で、京都教育大学の選手が登録と異なる背番号を付けて出場したため、規定により没収試合となり、対戦成績2勝とした大谷大学が一度は勝ち点を得た。しかし、「登録と違う背番号で出場した場合は没収試合とする」との規定はなかったことから連盟は再試合を決定。10月5日に行われた再試合では、大谷大学が勝利を挙げ、当初の結果通りに大谷大学が勝ち点を得ることとなった。
- 2012年4月28日に河南中央公園野球場で行われた南東北大学野球連盟1部春季リーグ第3週第1日、日本大学工学部対福島大学1回戦で、9回裏2死一塁で福島大学がベンチ入り登録されていない選手を代走として出場させたため没収試合となり、リーグ規定により9-0で日大工学部の勝利となった。
- 2013年10月25日、明治神宮野球大会東北地区代表決定戦1回戦の東北学院大学対青森大学戦で、青森大学が6回表の攻撃でベンチ入り登録されていなかった選手を代打に起用したため没収試合となり、大会を主催した仙台六大学野球連盟の規定により9-0で東北学院大学の勝利となった[16]。
- 2015年10月18日に舞洲ベースボールスタジアムで行われた関西六大学野球連盟秋季リーグ最終節第3日、大阪経済大学対京都産業大学2回戦で、8回1死で大阪経済大学がベンチ入り登録されていない選手を代打として出場させたため没収試合となり、リーグ規定により9-0で京都産業大学の勝利となった[17][18]。
- 2020年9月6日に行われた北海道学生野球連盟秋季リーグの旭川大学対北海道教育大学函館校戦で、旭川大学がベンチ入り登録されていない選手を出場させたため没収試合となった。それまで8-0で旭川大学がリードしていたが、リーグ規定により9-0で北海道教育大学函館校が勝利となった[19]。
- 2023年9月2日に行われた仙台六大学野球秋季リーグ戦の東北工業大学対東北学院大学1回戦で東北学院大側が9回表に代打で出場した選手の背番号が事前のメンバー表に載っていた番号とは異なる番号であった為、没収試合となった。当該選手が代打で登場した時点では気づいておらず、当該選手がヒットで出塁後に判明した。試合は没収試合となった9回表ノーアウトの時点で6-4で東北工業大がリードしていたが規定により9-0で東北工業大の勝利となった[20][21]。しかし翌9月3日に連盟審判部と監督による会議が開かれ、登録外選手の出場に関する規定が定められていないことが確認されたため[22]、8回コールド6-4で東北工業大の勝利と記録が訂正された[23]。

### 日本高校野球
高校野球では全国大会では選抜・選手権共没収試合に至ったケースはないが、地方大会ではトラブルや選手の不足等により放棄・没収試合となることがまま見られる。野球部員が少ない状況において、選手9人で大会に参加し、試合中に選手が欠けたことで没収試合となってしまう例も少なくない。また、何らかの理由で試合続行が可能であるにもかかわらず、一方が試合放棄を申し入れた例もある。
なお2020年は、新型コロナウイルス（COVID-19）の影響により、第102回全国高等学校野球選手権大会が中止となったことに伴う各都道府県の代替大会において、試合直前に出場校内にて新型コロナウイルス感染者が確認されたことに伴う試合放棄が相次いだ。新型コロナウイルスが直接の原因となった試合放棄に関しては別記で述べる。
| 開催日        | 当該大会・回戦                              | 適用された試合 （会場）                           | 適用理由 |
| ------------- | ------------------------------------------- | ------------------------------------------------- | --- |
| 1959年7月26日 | 選手権・西中国大会 島根県予選準決勝         | 大田高校 - 大社高校 （大田市民球場）              | 前日に行われた同カードが日没再試合となり、大会本部は午後1時再試合開始としていたが前日判定トラブルがあったためか、大社高校側が 1. 審判の交代 2. 大田高校の監督を今後出場させない 3. 主催者の謝罪要求 の3条件をつけたため紛糾。4時間後の午後5時に試合開始を強行するが、3条件に拘る大社高校側が納得せず守備につかなかったため、没収試合となった。 |
| 1969年7月25日 | 選手権 長野大会・本選1回戦                  | 県立長野 - 丸子実業 （上田市営球場）              | 4-4のスコアで延長戦に突入。11回表二死一・二塁の場面で、長野高校の打者が三塁線を破る2点適時打を放ったが、丸子実高側はファウルを主張。スタンドから数人が乱入して、約20分間中断した。 結局判定は覆らず再開されたが、今度は丸子実高側が日没再試合狙いの遅延行為に出た。このため午後6時45分、没収試合となった。しかし、この処置に丸子実高側の観衆の一部が激昂し、スタンドに放火、球場設備を破壊するなどの暴動となったため、警官隊130人が出動。逮捕者2名を出して午後9時30分頃に収束するという不祥事に発展した。 丸子実高には佐伯達夫高野連会長（当時）によって2年間の対外試合停止処分が課される事となり（11ヶ月後に解除）、後援会は責任を取り解散した。 |
| 1986年        | 選手権 京都大会1回戦                        | 東宇治 - 京都成章                                 | 試合終了後、京都成章が途中交代させて出場した選手が未登録だったことが発覚、没収試合となった（試合そのものは7-0で東宇治のコールド勝ちであった）。なお京都成章はこの年創立したばかりで、これが公式戦初戦であった。 |
| 1997年        | 選手権 長野大会2回戦                        | 蘇南 - 飯田                                       | 蘇南の選手が負傷退場、選手が9人に満たなくなったため没収試合が宣告され飯田の勝利となった。 |
| 2001年9月2日  | 秋季・京都府大会 一次戦・Fゾーン予選1回戦   | 同志社国際 - 伏見工                               | 同志社国際の選手が負傷退場、選手数が9人に満たなくなったため没収試合が宣告され伏見工の勝利となった。 |
| 2005年7月4日  | 選手権 北北海道大会・旭川地区予選1回戦      | 羽幌 - 上富良野                                   | 4回表の羽幌の攻撃中に上富良野の選手が負傷退場、選手数が9人に満たなくなったため没収試合が宣告され羽幌の勝利となった。 |
| 2005年        | 秋季・茨城県大会 県西予選1回戦              | 上郷 - 八千代                                     | 3回途中の時点で上郷の投手が投球不可能な状態に陥って退場、選手が9人に満たなくなったため没収試合が宣告され八千代の勝利となった。 |
| 2007年4月15日 | 春季・大阪府大会 Aゾーン予選1回戦           | PL学園 - 住吉商                                   | 住吉商業の三塁手が負傷退場、選手が9人に満たなくなったため没収試合が宣告されPL学園の勝利となった。 |
| 2007年4月30日 | 春季・大阪府大会 Dゾーン予選3回戦           | 飛翔館 - 桜宮                                     | 3回、飛翔館の投手が打球の直撃で心肺停止状態に陥り、AEDによる蘇生措置によって一命を取り留めるという事故があったため（ACジャパンの広告にもなった事故）。この出来事にショックを受けた飛翔館側から没収試合とすることが申し入れられ、没収試合が宣告され桜宮の勝利となった。 |
| 2007年9月2日  | 秋季・長野県大会 北信地区予選1回戦          | 飯山南・飯山 - 坂城                               | 4回表に坂城の一塁手が頭部に打球を受けて負傷退場、選手が9名に満たなくなったため没収試合が宣告され飯山南・飯山の勝利となった。 |
| 2007年9月9日  | 秋季・北海道函館支部大会 Bブロック予選1回戦 | 福島商 - 知内                                     | 3回表に福島商の選手が脳震盪で負傷退場、選手が9名に満たなくなったため没収試合が宣告され知内の勝利となった。 |
| 2008年4月15日 | 春季・埼玉県大会 北部地区予選1回戦          | 川本 - 進修館                                     | 2回裏一死の時点で川本高校の監督が試合放棄を申し出たことにより没収試合が宣告され、進修館の勝利となった。川本高校は正式部員が2人のみで野球部員以外の選手を加えて参加しており、試合放棄時点では0−66と大量リードされていた。先発投手の投球数が250球を超えたことから、選手の健康上の理由により川本高校の監督が試合放棄を申し出た。 |
| 2011年7月9日  | 選手権 広島大会1回戦                        | 広島工大高 - 井口 （マツダスタジアム）            | 猛暑の中、試合中に両校の選手が相次いで熱中症となり、負傷退場。延長13回裏終了時点で7-7の同点であったが、先に広島工大高の選手が9人に満たなくなったため没収試合が宣告され、井口の勝利となった。 |
| 2011年9月14日 | 秋季・栃木県大会 1回戦                      | 那須 - 白鷗足利 （栃木県営球場）                  | 4回裏に那須の選手が熱中症とみられる症状で負傷退場、選手が9名に満たなくなったため没収試合が宣告され白鷗足利の勝利となった。 |
| 2015年8月22日 | 秋季・京都府大会 1次予選北部1回戦           | 大江 - 京都共栄                                   | 大江の選手が試合途中に負傷退場、選手が9名に満たなくなったため没収試合が宣告され京都共栄の勝利となった。 |
| 2016年7月14日 | 選手権 千葉大会2回戦                        | 行徳 - 翔凜 （習志野市秋津球場）                  | 2回裏に行徳の選手が熱中症により負傷退場、選手が9名に満たなくなったため没収試合が宣告され翔凜の勝利となった。 |
| 2016年7月15日 | 選手権 佐賀大会2回戦                        | 鹿島実 - 太良 （みどりの森県営球場）              | 5回表に太良の選手が熱中症により負傷退場、選手が9名に満たなくなったため没収試合が宣告され鹿島実の勝利となった。 |
| 2016年7月16日 | 選手権 愛知大会1回戦                        | 黄柳野 - 岩倉総合 （豊橋市民球場）                | 黄柳野の選手1名が体調不良により球場へ来ることができず、選手が9名に満たなくなったため没収試合が宣告され岩倉総合の勝利となった。愛知大会における没収試合は少なくとも戦後においては史上初。 |
| 2016年7月17日 | 選手権 和歌山大会2回戦                      | 耐久 - 伊都 （県営紀三井寺公園野球場)             | 5回裏に伊都の選手が熱中症により負傷退場、選手が9名に満たなくなったため没収試合が宣告され耐久の勝利となった。伊都は2016年度での廃校が決定しており、今大会が最後の選手権大会であった。 |
| 2017年4月8日  | 春季・岡山県大会 西部地区予選               | 玉野 - 倉敷古城池 （玉野市民総合運動公園野球場）  | 試合当日において濃霧のため離島と本州を結ぶフェリーが運航できず、直島在住の選手3人が試合開始時刻までに試合会場に到着できないと判断した玉野側が棄権を申し入れたため没収試合が宣告され倉敷古城池の勝利となった。玉野は部員10人でこの大会に臨んでいた。。 |
| 2018年9月23日 | 秋季・沖縄県大会 3回戦                      | 沖縄高専 - 豊見城南 （コザしんきんスタジアム)     | 1回裏に沖縄高専の選手が熱中症により負傷退場、選手が9名に満たなくなったため没収試合が宣告され豊見城南の勝利となった。沖縄高専は選手9人でこの試合に臨んでいた。 |
| 2020年7月29日 | 令和2年大阪府高等学校野球大会 2回戦         | 八尾 - 美原 （くら寿司スタジアム堺)               | 7回表終了時に9-3で八尾が大量リードを奪っていたが、その裏に八尾がメンバー表に登録されていない選手を代打に送り出したため、審判の判断で没収試合が宣告され美原が9-0で勝利した。八尾はその代打を試合前のメンバー表に書きそびれていた。 |
| 2020年9月6日  | 秋季・秋田県大会 県北地区予選2回戦          | 能代松陽 - 能代西 （山田久志サブマリンスタジアム) | 4回裏終了後に能代西の選手2人が負傷退場、選手が9名に満たなくなったため没収試合が宣告され9-0で能代松陽が勝利した。 |
| 2021年8月19日 | 秋季・千葉県大会 地区予選2回戦              | 船橋東 - 清水 （船橋市民球場)                     | 清水の選手が熱中症により負傷退場、選手が9名に満たなくなったため没収試合が宣告され9-0で船橋東が勝利した。 |
| 2022年7月11日 | 選手権 埼玉大会2回戦                        | 八潮南 - 秀明 （越谷市民球場）                    | 4回終了時点で八潮南が28-1と大量リードしていたが、秀明の選手が体調不良によりプレーが続行不能となり退場、選手が9人に満たなくなったため没収試合が宣告され9-0で八潮南の勝利となった。 |

#### 2020年新型コロナウイルス感染に伴う不戦勝
前述のとおり、代替大会での試合日直前に、新型コロナウイルスの影響が発生したことに伴う不戦勝について列挙する。組み合わせ抽選が行われる前に、代替大会出場そのものを辞退した学校については、ここには含めない。
| 開催日及び不戦勝決定日 | 当該大会・回戦                                    | 適用された試合 （会場）                              | 適用理由 |
| ---------------------- | ------------------------------------------------- | ---------------------------------------------------- | --- |
| 2020年7月23日          | 2020夏季岐阜県高等学校野球大会 Dブロック1回戦     | 中京 - 瑞浪 (土岐市総合公園野球場)                   | 校内で新型コロナウイルス感染者が発生した瑞浪が、試合日である23日が臨時休校となったために試合への出場を辞退したため、中京の不戦勝となった。 後日、この両校による練習試合を行い、12-5で中京が勝利した。                                                   |
| 2020年7月24日          | 2020夏季岐阜県高等学校野球大会 Aブロック2回戦     | 岐阜第一 - 県岐阜商業 (大野レインボースタジアム)     | 校内で新型コロナウイルス感染者が発生した県岐阜商業が、試合日である24日が臨時休校となったために試合への出場を辞退したため、岐阜第一の不戦勝となった。 なお、臨時休校は7月31日までとなっており、2020年甲子園高校野球交流試合への出場には影響がない。      |
| 2020年7月26日          | 令和2年愛知県高等学校野球大会 4回戦               | 半田 - 東邦 (刈谷球場)                               | 野球部でない生徒に新型コロナウイルス感染者が発生したことが確認された東邦が学校全体の休校措置に伴い試合への出場を辞退したため、半田の不戦勝となった。 |
| 2020年7月30日          | 2020年夏季東西東京都高等学校野球大会 東東京1回戦  | 東亜学園 - 昭和第一 (都営駒沢球場)                   | 野球部以外の学校関係者に新型コロナウイルス感染者が発生したことが確認された昭和第一が試合への出場を辞退したため、東亜学園の不戦勝となった。 |
| 2020年7月31日          | 令和2年大阪府高等学校野球大会 南地区3回戦         | 浪速 - 阪南大高 (シティ信金スタジアム)               | 校内で新型コロナウイルス感染者が発生したことが確認された阪南大高が試合への出場を辞退したため、浪速の不戦勝となった。 |
| 2020年8月1日           | 2020夏季熊本県高等学校野球大会 熊本市内準決勝     | 熊本北 - 熊本工業 (リブワーク藤崎台球場)             | 校内で新型コロナウイルス感染者が発生したことが確認された熊本工業が試合への出場を辞退したため、熊本北の不戦勝となった。 |
| 2020年8月4日           | 令和2年度神奈川県高等学校野球大会 2回戦           | 横浜翠嵐 - 浅野 （サーティーフォー保土ケ谷球場）     | 新型コロナウイルス感染拡大に伴い、浅野が全部活動での対外活動禁止を決定し試合への出場を辞退したため、横浜翠嵐の不戦勝となった。 |
| 2020年8月8日           | 2020夏季千葉県高等学校野球大会 第8地区4回戦       | 木更津総合 - 東海大市原望洋 （ZOZOマリンスタジアム） | 野球部員に新型コロナウイルス感染者が発生したことが確認された東海大市原望洋が試合への出場を辞退したため、木更津総合の不戦勝となった。 |
| 2020年8月10日          | 令和2年度夏季埼玉県高等学校野球大会 南部地区2回戦 | 大宮工業 - 岩槻 （埼玉県営大宮公園野球場）           | 野球部でない生徒に新型コロナウイルス感染者が発生したことが確認された岩槻が試合への出場を辞退したため、大宮工業の不戦勝となった。 |
| 2021年8月17日          | 第103回全国高等学校野球選手権大会 2回戦           | 宮崎商 - 智弁和歌山 （甲子園球場）                   | 宮崎商の野球部員など5人が新型コロナウイルスに感染したことが確認されて試合への出場を辞退したため、2日後に対戦予定だった智弁和歌山の不戦勝となった。 |
| 2021年8月17日          | 第103回全国高等学校野球選手権大会 2回戦           | 東北学院 - 松商学園 （甲子園球場）                   | 東北学院の野球部員1人が新型コロナウイルスに感染したが、同校から「試合に出場することで当事者が特定されることになり、生徒の将来に影響を及ぼす可能性」があることを理由に試合への出場の辞退を申し入れたため、21日に対戦予定だった松商学園の不戦勝となった。 |

### 日本女子野球
- 2023年10月8日に行われた全日本女子硬式野球選手権大会2回戦神戸弘陵高校対ホーネッツレディースで、神戸弘陵が7回表の攻撃でベンチ入り登録されていなかった選手を代打に起用したため、規定違反により7-0[注 7] でホーネッツレディースの勝利となった。[46][47]

### メジャーリーグベースボール
- メジャーリーグベースボールでは、19世紀から20世紀前半あたりまでかなりの数の没収試合があったが、審判の権威が上がり、チャーター機などの移動手段の整備が進むことでその数は減っていった。
  - 1934年のワールドシリーズではセントルイス・カージナルスのジョー・メドウィックが三塁打を放った際に三塁へ激しく滑り込み、対戦相手のデトロイト・タイガースのマーブ・オーエン三塁手を引っ掛けた。その後の左翼守備の時にタイガースのファンからゴミが投げつけられ、収拾が付かなくなって試合が一時中断する騒ぎにまでなった。コミッショナーのケネソー・ランディスがメドウィックを試合から欠場させなければ没収試合にすると通知。結局、メドウィックは退場した。
  - 1970年以降の没収試合は、集客のためのイベントが発端となって事態の収拾がつかなくなってしまったものが殆どで、1974年の10セント・ビア・ナイトや、1979年のディスコ・デモリッション・ナイトはよく知られた出来事である。
  - 2024年現在、メジャーリーグでの最後の没収試合は、1995年8月10日のロサンゼルス・ドジャース対セントルイス・カージナルスである。この試合ではドジャースに不利な判定が続き、9回裏に最初の打者のラウル・モンデシーが見逃しの三振に倒れたとき、球審ジム・クイックのストライクの判定に激しく抗議したドジャースのトミー・ラソーダ監督、モンデシーらが退場処分となった。これに怒ったファンはグラウンドにボールを投げ込んだ。ちょうどこの日はメジャーリーグでよく見られる「ギブアウェイ・デイ（来場者全員または来場者のうち先着一定数の観客に球団グッズなどをプレゼントする日）」で、運悪くドジャースのロゴ入りボールが相当数の観客にプレゼントされていた。試合の続行が困難であるため、審判団はホームチームであるドジャース側にこの行為を止めさせるように要請したが、ドジャース側はこれを拒否し、ボールボーイもボールを拾わなかったため、審判団は公認野球規則4.16を適用して、没収試合を宣告した。この措置は全米で物議を醸した。このときのドジャースの先発は野茂英雄で、一塁塁審はボブ・デービッドソンであった。日本のマスコミではしばしば「ボブ・デービッドソンが没収試合を宣告した審判」と報道されることがあるが、没収試合を宣告できるのは球審の権限であり、宣告したのはジム・クイック球審である。
- 1945年以降に没収されたのが以下の7試合である。

| 開催日        | 没収時の得点                                                     | 適用理由 |
| ------------- | ---------------------------------------------------------------- | --- |
| 1949年8月21日 | • フィリーズ2 • ジャイアンツ4 （シャイブ・パーク）               | 9回表にジャイアンツ打者が放った中堅ライナーの捕球が認められずに二塁打になった。 これに怒ったフィリーズファンがフィールド内へ瓶を投げ込んだため。                                                                                |
| 1954年7月18日 | • カージナルス1 • フィリーズ8 （ブッシュ・スタジアム）           | 乱闘が行われた後にカージナルスが5回表に投手を3人も交替させる牛歩戦術を採ったため。 5回が終了していなかったために選手成績は公式記録に採用されず。                                                                                |
| 1971年9月30日 | • セネタース7 • ヤンキース5 （RFKスタジアム）                    | 9回表2アウトで2点負けていたヤンキースがまさかの勝利。 セネタースは翌シーズンからテキサス州への本拠地移転が決まっており、セネタースファンがフィールド内に乱入したため。                                                          |
| 1974年6月4日  | • インディアンス5 • レンジャーズ5 （ミュニシパル・スタジアム）   | インディアンスは集客のために球場内で安価でビール販売を行った。 9回裏に1アウト満塁からインディアンスが犠牲フライで同点にした後、酔った観客がフィールド内に乱入したため。                                                         |
| 1977年9月15日 | • ブルージェイズ4 • オリオールズ0 （エキシビション・スタジアム） | オリオールズのアール・ウィーバー監督が小雨のために敷かれた防水シートが守備時に危険だとして審判に撤去を要求。 要求は通らず、ウィーバー監督はオリオールズの選手をダグアウトへ引き揚げさせた。1914年以来の故意の没収試合となった。 |
| 1979年7月12日 | • ホワイトソックス0 • タイガース0 （コミスキー・パーク）         | ダブルヘッダー第1試合の終了後にホワイトソックスの集客イベントで観衆が暴動を起こした。 第2試合は始められずに一旦延期されたが、アメリカンリーグ会長のリー・マクフェイルの裁定により、没収試合となった。                           |
| 1995年8月10日 | • ドジャース1 • カージナルス2 （ドジャー・スタジアム）           | 9回裏の球審のストライク判定に激しく抗議したドジャースのトミー・ラソーダ監督、ラウル・モンデシーらが退場処分となった。 ドジャースファンがこれに抗議してフィールド内へボールを投げ込んだため。                                    |

### 韓国プロ野球
韓国プロ野球では、これまでに以下の2試合で発生している。
| 開催日        | 没収時の得点                                          | 適用理由 |
| ------------- | ----------------------------------------------------- | --- |
| 1982年8月26日 | • 三星ライオンズ5 • MBC青龍2 （大邱市民運動場野球場） | 4回裏に併殺崩しの激しいスライディングを行った三星の一塁走者に対してMBCの二塁手が暴行を加えて退場処分。 MBCの選手がこれを不服として抗議し、25分後に没収試合が宣言。                                  |
| 1985年7月16日 | • MBC青龍6 • OBベアーズ5 （蚕室総合運動場野球場）     | 6回裏の一死一塁三塁からMBCが重盗を試みて三塁走者は本塁へ突入したが、OBの監督はスリーフットラインを離れたためにアウトだと主張。 監督はOBの選手全員をダグアウトへ引き揚げさせ、没収試合が宣言された。 |

### 国際試合
国際試合では世界野球ソフトボール連盟（WBSC）のルールが適用されるのが原則であり（例外はメジャーリーグ機構が主催したワールド・ベースボール・クラシックなど）、統一ルールで試合が行われるものの、大会に出場する選手登録で誤解が生じることがある。
2007年9月に行われた第30回ヨーロッパ野球選手権大会で、チェコチームが大会規定に反する選手登録を行っていたことが大会後に判明し、チェコが同大会予選リーグで勝った2つの試合はいずれも没収試合、0-9の敗戦となった。予選リーグでチェコは2勝3敗の4位だったために、別リーグ4位のイタリアと7位決定戦を行っており、チェコは8位となったが、大会後にチェコは最下位（12位）となり、9位以下のチームは自動的に1つずつ順位が繰り上がった。
2022年9月に行われた第5回WBSC U-15ワールドカップスーパーラウンドで、日本は先発の辻琉沙投手が7回を4安打完封でキューバに3-0で勝利したが、7回二死時点で辻が大会での1試合規定投球数の95球を超える96球を投げており、そのまま次打者に対して投球を続けたため投球制限超過となっていた。直後にWBSCは没収試合として7-0でキューバの勝利とした

## サッカーにおける没収試合
国際サッカー連盟（FIFA）が定めたFIFA懲罰規定 の第22条（Forfeit）に規定があり、選手がその試合の出場資格を持たない場合に試合を没収し（第1項）、当該選手が所属するチームに対して、11人制サッカーの場合は「0-3」、フットサルの場合は「0-5」、ビーチサッカーの場合は「0-10」の敗戦として取り扱う（実際の試合がそれ以上の点差での敗戦の場合はそれを有効とする）ものとしている（第2項）。ただし、内容によっては試合の没収以外の懲罰を下すこともあり得るとしている（第3項）。
日本サッカー協会（JFA）では懲罰規定第4条第2項において、チームへの懲罰処分の一つとして「0-3での敗戦」を定めている。個別の大会規定により0-3以外の得点を定める場合もある。
Jリーグにおいては2021年からトップチーム登録の13人がベンチ入りできれば試合を開催するエントリー基準が定められ、13人未満の場合は代替日を選定する。代替日を選定できない、もしくは代替日の選定を見送った場合、試合の放棄を申し出た場合のいずれかで、13人未満だったチームを0-3で不戦敗とする「みなし開催」を導入することになった。
以下のケースが起こった場合、没収試合となることがある。
- チームまたは選手が試合継続を拒否し、または試合を放棄する場合。
- 試合中または試合終了後の、競技場内における騒乱。
- チームによる著しい違反行為。
- ドーピング違反行為。
- ピッチ上の出場選手が規定人数以下の場合（FIFAによれば6人以下としているが、協会、連盟などによって規定人数は異なる。日本協会は7人以下）。
- 参加資格のない選手を出場させた場合（出場停止中、あるいは同一大会で別チームの選手として出場した記録のある選手など）。

なお、総当たりリーグ戦などで没収試合に相当するケースが生じた場合、没収試合を適用せず「当該チームが参加辞退した（或いは当初から参加しなかった）もの」として取り扱い、実施済みの試合記録のみを無効とする場合がある（AFCチャンピオンズリーグ2020 グループステージにおけるアル・ワフダ、アル・ヒラル、ジョホール・ダルル・タクジムなど）。
観客トラブル（フーリガン）が原因の場合は、試合の裁定とは別に無観客試合の処分が下されることが多い。

### 日本国内
日本国内で行われた国際試合の事例を含む。
- 2005年10月9日の全国高等学校サッカー選手権東京大会修徳対日大二において、日大二の責任者がIDカードを忘れたため、没収試合で3-0で修徳の勝利にすると裁定された。
- 2014年9月9日に行われた『キリンチャレンジカップ』日本対ベネズエラ（横浜国際総合競技場）は、試合そのものは2-2で引き分けとなったものの、ベネズエラ代表側が同9月5日に行われた国際親善試合・韓国戦でレッドカードを受け、日本戦に出場停止となっていたはずのFWホセ・サロモン・ロンドンを出場させた為、没収試合（ベネズエラの0-3での敗戦扱い）となった。なお、この試合は日本代表のアギーレ監督体勢下で2試合目の国際試合であった。
- 2021年5月9日に行われた、第26回山梨県社会人サッカー選手権春季大会兼天皇杯 JFA 第101回全日本サッカー選手権大会山梨県代表決定戦決勝（押原公園天然芝グラウンド）において、山梨学院大学ペガサスが4-1で韮崎アストロスに勝利し一旦は天皇杯の山梨県代表に決まったが、その後の調べでこの試合に出場した山梨学院大学ペガサスの選手の中に同大会で別チームの選手として出場した選手がいた[注 9]ことから、山梨県サッカー協会規律委員会は2021年5月24日までに、この試合を「（没収試合による）山梨学院大学ペガサスの0-3による敗戦」と取り扱うことを決定し、韮崎アストロスが天皇杯出場権を獲得した[53]。
- 2021年6月20日に行われたJ1第18節・浦和レッズ対湘南ベルマーレ戦（埼玉スタジアム2002）において、2-3で浦和が敗れたが、その後の浦和の調査で、浦和がこの年の試合実施要項における「（新型コロナ感染症 (COVID-19) の）指定公式検査において陰性判定を得ていること」という試合エントリー資格を満たしていない選手を出場させていたことが判明したとして、Jリーグ規律委員会はこの試合の結果を「浦和の0-3での敗戦」に変更（実質的に浦和の得点を取消とする処分）することを決定[54]。この場合、通常は試合における個人記録も全て取消となるが、浦和側の単純な手続きミスであるという事情を考慮し個人記録は全て有効とされた[注 10]。
- 2022年1月8日に行われる予定だった第100回全国高等学校サッカー選手権大会準決勝第1試合の大津対関東第一（国立競技場）は、関東第一の登録選手2人が新型コロナウイルスに感染したことが判明した。このため関東第一は予備登録チーム（選手14名及び正規登録チーム以外のチーム役員）での出場か出場辞退かの選択を迫られたが、出場辞退を選択したため、大津の不戦勝とした[57]。なお、この試合は記録上は没収試合ではなく「試合中止」として取り扱われている。
- 2020年11月29日に開催された第22回日本フットボールリーグ最終節・ソニー仙台FC対鈴鹿ポイントゲッターズ戦（ユアテックスタジアム仙台）はソニー仙台が1-0で勝利していたが、後に鈴鹿のクラブ幹部から監督・選手に対して八百長（敗退行為）に該当する指示があった（鈴鹿の監督・選手がこれを拒否したため試合は正常に行われた）と認定され、2022年4月5日付けでこの試合を没収試合とし、3-0でソニー仙台の勝利へと公式記録が変更された[58]。
- 2025年3月5日に行われたAFCチャンピオンズリーグ2 2024/25準々決勝・サンフレッチェ広島対ライオン・シティ・セーラーズ戦1stレグ（広島サッカースタジアム）は6−1で広島が勝利したが、この試合に途中出場した広島のヴァレール・ジェルマンがマッカーサーFC所属時の2024年2月22日に行われたAFCカップ2023/24ASEAN代表決定戦・マッカーサーFC対セントラルコースト・マリナーズ戦後に相手選手を平手打ちした事でアジアサッカー連盟 (AFC) から3試合の出場停止処分を受けており、出場停止処分を未消化のまま広島へ移籍してAFCカップの後継大会に出場したとして、AFCは3月8日にこの試合を没収試合として扱い、3-0でライオン・シティの勝利に変更された[59]。なお、2ndレグは1-1となり、2戦合計で1-4で広島は準決勝進出を逃した。

### 日本国外
- 1989年9月3日にブラジル・エスタジオ・ド・マラカナンにて行われた、1990 FIFAワールドカップ・南米予選3組最終節のブラジル対チリ戦でチリのGK・ロベルト・ロハスが試合中断を目的に頭部の出血を捏造したことが発覚し、没収試合により3-0でブラジルの勝利となった。
- 1995年にカタールで行われたワールドユースのオランダ対ホンジュラス戦で、ホンジュラスの選手4人が退場処分となり、さらに負傷退場者も出てピッチ上の選手が6人となったため、没収試合となり、3-0でオランダが勝利した扱いとなった[60]。ちなみにこの試合の主審は日本人の岡田正義であった[61]。
- 2003年3月1日、リオデジャネイロ選手権のバングー・アトレティコ・クルーベ対オラリアAC戦の後半35分にバングーに与えたペナルティーキックを不服としたオラリアの選手全員が、抗議のためペナルティスポットに立ってPKを妨害し、11人全員が退場となり没収試合に。
- 2004年9月15日、UEFAチャンピオンズリーグ 2004-05グループリーグB第1節、ローマ・スタディオ・オリンピコで行われたASローマ対ディナモ・キエフ戦で、ハーフタイム時に選手や審判らがロッカールームに引き上げようとしたときにローマサポーターが投げたものが主審に当たり大けがを負ったため試合続行が不可となり打ち切られた。後に欧州サッカー連盟 (UEFA) の裁定で没収試合扱いとなり3-0でディナモ・キエフの勝利となった。ローマに対しては多額の制裁金とホームでの無観客試合が課せられた。
- 2005年4月12日のUEFAチャンピオンズリーグ 2004-05準々決勝第2戦、ミラノ・スタディオ・ジュゼッペ・メアッツァで行われたインテル・ミラノ対ACミラン（ミラノダービー）の後半26分、インテルのエステバン・カンビアッソがシュートを決めたが、ファウルによりノーゴールの判定になり、納得が行かないカンビアッソは抗議するも逆にイエローカードを受けた。その直後にインテルサポーターが試合中に発炎筒を投げ、その内の一つがミランのGKジーダに直撃したため試合は一時中断。20分後に再開されたが、再び発炎筒が投げ込まれ暴動は収まらなかったため、1-0でミランリードの後半30分にマルクス・メルク主審は試合中止を宣告。15日には、UEFAよりこの試合を没収試合扱い（0-3でミランの勝ち）とされ、インテルは30万スイス・フランの罰金とUEFA主催の国際試合（CL、UEFA杯を含む）のホームゲームについて、3年間（2006-2007年シーズンまで）の条件付き4試合の無観客試合とする制裁を課された。
- 2007年6月2日のUEFA EURO 2008予選F組のデンマーク対スウェーデン。3-3のスコアで試合終了直前、ファンデル主審が、スウェーデンFWの腹部を殴ったデンマークのC・ポウルセンを退場処分とし、PKを宣告したところ、地元デンマークの観客が乱入して主審に殴りかかった。この事態を重く見た審判団は没収試合を宣告した。UEFAは8日、この試合を3-0でスウェーデンの勝利にすると裁定した上で、デンマーク協会に10万スイス・フラン（約1000万円）の罰金を科した。
- 2010年10月12日、イタリア・ジェノヴァのルイジ・フェッラーリスで開催されたUEFA EURO 2012予選C組のイタリア対セルビア。試合前にセルビア代表が同国サポーターから襲撃を受け、GKのストイコビッチが負傷するなど、不穏な空気が漂う中で試合は開催された。試合開始前からセルビアサポーターはスタジアムの設備を破壊するなど暴力的な行為を行っていて、この影響で試合開始は約30分遅れた。その後、試合は開始されたものの、セルビアサポーターの妨害行為は続き、ピッチ上に発煙筒が投げつけられた。主審は一連の行為を重く見て、試合開始後6分が経過したところで試合の中断を宣言した。そして、UEFA・両国サッカー協会・審判団が協議を行い、没収試合が宣告された。その後、UEFAはこの試合を3-0でイタリアの勝利とし、セルビアに1試合の本拠地無観客試合処分と罰金12万ユーロ（約1300万円）を科す裁定を下した。さらにセルビアサポーターに対し、今後の欧州選手権予選での敵地での試合の入場券購入自粛を命じた。一方、イタリアには罰金10万ユーロ（約1100万円）を科すとした。また双方とも今後2年間に同様の事態が発生した場合は、無観客試合処分を1試合増やすとした。
- 2011年7月23日と7月28日に実施された、2014 FIFAワールドカップ・アジア2次予選のシリア対タジキスタン戦は、シリア代表がホーム・アンド・アウェーの2試合とも勝利したものの、後にシリア代表がスウェーデン代表として出場歴がありシリア代表として出場できないジョージ・ムラードを出場させていたことが判明したため、2試合とも没収試合（シリア代表の0-3での敗戦扱い）となり、シリア代表に代わってタジキスタン代表が3次予選に出場することとされた[62]。
- 2012年11月17日に行われたロシアサッカー・プレミアリーグのFCディナモ・モスクワ対FCゼニト・サンクトペテルブルク戦において、ゼニトサポーターと思われる観客が発煙筒を投げ、ディナモ・モスクワのゴールキーパーアントン・シュニンが負傷する事態となり、この試合を没収試合（3-0でディナモ・モスクワの勝利）とすることと、その後の2試合を無観客試合とすることとなった。
- 2014年10月14日に行われたUEFA EURO 2016予選・グループI・セルビア対アルバニアの試合において、前半終了間際に大アルバニア主義を掲げたドローンがスタジアムのピッチ上を飛行し、それをきっかけに双方の選手・サポーターが入り混じっての乱闘が発生した。試合は0-0のスコアのまま打ち切られ、この事件を発端とした騒動が各地で起きた。10月23日、UEFA管理・倫理・規律委員会は、この試合を没収試合（3-0でセルビアの勝利）とした上で、双方のサッカー協会に対し10万ユーロの罰金を科した。これに対しセルビア、アルバニアサッカー協会が共に異議申し立てを行い、スポーツ仲裁裁判所はUEFAの判決を取り下げアルバニア側の主張を支持する判決を下し、3-0でアルバニアの勝利となった。
- 2016年8月24日、AFCチャンピオンズリーグ2016の準々決勝・第1戦においてアル・ナスルSCがアル・ジャイシュSCに3-0で勝利した。この試合に出場していたヴァンデルレイはインドネシア国籍ということになっていたが、偽のパスポートを使用していたことが発覚し、没収試合（アル・ジャイシュSCの3-0での勝利扱い）とされた。
- UEFAチャンピオンズリーグ 2020-21 予選では、新型コロナウイルス感染症の影響で以下の2試合が没収試合となった。
  - 予備予選決勝のFCドリタ対リンフィールドFCは、ドリタの選手2人に新型コロナウイルスの陽性反応が出たことによりプレーが出来なくなったため、没収試合（リンフィールドFCの3-0での勝利扱い）となった。
  - 予選1回戦のKÍクラクスヴィーク対ŠKスロヴァン・ブラチスラヴァは、スロヴァン・ブラチスラヴァのスタッフ1人と選手1人が新型コロナウイルスに感染したことから、没収試合（KÍの3-0での勝利扱い）となった。
- 2020年9月19日に行われた、セリエA 2020-2021第1節、エラス・ヴェローナFC対ASローマは0-0の引き分けとなったが、試合後、ローマが出場資格のないアマドゥ・ディアワラを出場させたとして、没収試合により0-3でローマが敗戦した扱いとなった[63]。
- FIFAクラブワールドカップ2020プレーオフのアル・ドゥハイル対オークランド・シティは、オークランド・シティが新型コロナウイルス感染症拡大の影響により、ニュージーランド当局が求める検疫措置を踏まえ出場を辞退したため、没収試合により3-0でアル・ドゥハイルの勝利となった。
- 2022年9月25日に開催されたU-18フランス代表対U-18ポーランド代表戦において、前半終了時点で2-2だったが、55分から75分の間にフランスの選手が4人退場したことで7人となり、FIFAの規定では試合を続行できるが、主審の判断により没収試合を宣告。3-0でポーランドの勝利となった。
- 2022年11月6日に開催されたトロフェオ・デ・カンペオネス（英語版）決勝のボカ・ジュニアーズ対ラシン・クラブ戦において、95分に小競り合いから各1人ずつ退場者を出し、その後ボカから追加で1人退場者が出たあと118分にラシンのアルカラスがゴールを決め勝ち越し。すると追加でボカの選手が5人、ラシンの選手が2人退場。これによりボカは合計7人の退場者を出し、試合続行に必要な人数を下回ったため没収試合となり、ラシンの優勝となった[64]。
- 2023年10月2日に開催予定だったAFCチャンピオンズリーグ2023/24 グループC第2節・セパハン（イラン）対アル・イテハド（サウジアラビア）の試合前、セパハンがピッチ脇にガーセム・ソレイマーニー（イランとサウジアラビアの関係が悪化していた当時のイスラム革命防衛隊ゴドス部隊司令官）の胸像を置いたことにアル・イテハドが抗議、試合が中止となった。アジアサッカー連盟 (AFC) はセパハンが政治的掲示の禁止に違反したとして、この試合を没収試合とし、セパハンの0-3での不戦敗となった[65][66]。
- 2024年3月26日に開催される予定であった2026 FIFAワールドカップ・アジア2次予選の朝鮮民主主義人民共和国（北朝鮮）対日本戦に於いて、ホームゲームとして主催することになっていた北朝鮮が「日本で劇症型溶血性レンサ球菌感染症が流行している」などの理由で日本代表チームを入国させての試合の開催が困難であるなどと伝えたことから試合が中止される状況となった。これを受けてFIFAは規律委員会にてこの問題を審議した結果、3月30日付で当該試合を没収試合とし、北朝鮮を0-3で敗戦とすることを決定して日本サッカー協会に伝達した[67]。
- 2024年4月7日に行われたトルコ・スーパーカップ（英語版）・ガラタサライ対フェネルバフチェにおいて、フェネルバフチェがUEFAヨーロッパカンファレンスリーグ 2023-24 決勝トーナメント出場に伴う日程再延期[注 11]の要請をトルコサッカー連盟 (TFF) が拒否したことに対する抗議として、当日の試合にU-19チームを出場させた上、先制点を奪われた直後の開始2分に選手全員を引き上げさせ試合を放棄、ガラタサライの勝利扱いとなった[71]。

## バスケットボールにおける没収試合
- 1994年3月6日に熊本県で行われた、日本リーグの三菱電機 vs 熊谷組戦。三菱がユニフォームの色を間違えたため没収試合（20-0で熊谷組の勝ち）となった。
- 2000年3月12日に横浜文化体育館で行われた、日本リーグプレーオフファーストラウンドの三菱電機ドルフィンズ vs トヨタ自動車アルバルク第2戦。試合開始7分で三菱のトム・クラインシュミットとトヨタのハワード・ライトが掴み合いの喧嘩により退場。この際、ベンチにいた三菱8人全員とトヨタ2人もベンチを離れたとして退場処分。そのため三菱はコート上の4人しかいなくなり没収試合（20-0でトヨタの勝ち）となった。
- 2004年11月19日にザ・パレス・オブ・オーバーンヒルズで行われたNBAのインディアナ・ペイサーズ vs デトロイト・ピストンズ戦。試合中に乱闘が起こったため試合時間1分を残して打ち切り、後日没収試合（20-0でピストンズの勝ち）とされた。

- 2005年12月18日に輪島市一本松体育館で行われた、日本リーグ第6戦の石川ブルースパークス vs 豊田通商ファイティングイーグルス戦。石川優勢で試合が進んでいたが、豊田通商側は試合を通じて「判定が石川寄りだ」と審判に抗議していた。96-70で迎えた第4クオーター残り2分46秒で、豊田通商は選手及びコーチ全員が抗議退場したため、没収試合扱い（20-0で石川の勝ち）となった。
- 2014年9月24日、仁川アジア競技大会女子の1次リーグ初戦カタール vs モンゴルは、イスラム教徒の女性が髪などを覆うスカーフ「ヒジャブ」の着用禁止を理由にカタールが試合放棄した（20-0でモンゴルの勝ち）[72]。
- 2015年12月26日及び27日に廿日市市スポーツセンターで行われる予定だった、bjリーグ公式戦の広島ライトニング vs 東京サンレーヴスは主催チームの都合で延期となったが、代替試合は開催されず、没収試合（20-0で東京の勝ち）となった[73]。
- 2016年10月15日及び16日に八王子学園八王子高等学校で行われる予定だった、B3リーグの東京八王子トレインズ vs 金沢武士団は金沢の選手10名が発熱により試合出場不可能になったため中止とされ[74]、後に臨時理事会で没収試合（20-0で八王子の勝ち）として扱うことが決まった[75]。
- 2017年9月17日にダイハツ九州アリーナで行われる予定だった第93回天皇杯2次ラウンド西日本エリア3回戦、UNITE対福岡第一高校の試合で、台風18号の影響によりUNITEが試合会場への来場を断念し、没収試合（20-0で福岡第一の勝ち）となった[76]。
- 2018年6月17日に大村市体育文化センターで行われた第71回全九州高等学校バスケットボール競技大会男子準決勝、延岡学園対福大大濠の試合で、延岡学園の選手が審判の判定を不服として審判員を殴打したため、没収試合（20-0で福大大濠の勝ち）となった[77]。

## アイスホッケーにおける没収試合
- 2006年12月3日に神戸市立ポートアイランドスポーツセンターで行われた、アジアリーグの日光神戸アイスバックス vs 長春富奥第4回戦。第2ピリオドに乱闘が起こり両チームあわせて13人の退場者を出すこととなった。しかし長春側がこの判定を不服とし選手及びスタッフ全員が試合会場を後にしたため、没収試合扱い（0-0で日光神戸の勝ち。個人記録は無効）となった。
  - その後、乱闘の当事者である13人に1～2試合の出場停止処分が課せられた。
- 2008年9月8日に韓国高陽市で行われた、アジアリーグのHigh1VS安養ハルラ第2回戦。第3ピリオド19分59秒にHigh1のアレン・クリスのゴールでHigh1が6-6に追いついたが、いわゆるブザービーターだったため、ハルラ側が試合終了後のゴールだと抗議。延長戦を放棄したため、没収試合（0-0でHigh1の勝ち。個人記録は無効）となった。
  - その後、ハルラ監督シム・エイシクが、2試合のベンチ入り禁止処分になっている。
- 2009年12月10日に栃木県立日光霧降アイスアリーナで行われた、アジアリーグの日光アイスバックス vsHigh1第4回戦。第2ピリオド12分24秒に日光・鈴木貴人のゴールに対し、ゴールジャッジはゴールの判定をしたが、当日の主審チョイ・ヨンヤンと山口壮太郎は、ゴールジャッジのランプに気がつかず試合続行、日光側の抗議によりゴール認定されスコア2-0になったが、それを不服としたHigh1側が猛抗議の末にロッカールームから出てこなくなり、没収試合宣告（0-0で日光の勝ち。個人記録は無効）となった。
  - その後、暫定的にHigh1監督キム・ヒウが2試合のベンチ入り禁止処分を受け、最終的には5試合のベンチ入り禁止処分になっている。

## バレーボールにおける没収試合
- 2003年12月12日に行われた、全日本バレーボール大学男女選手権大会男子準々決勝日本体育大学 vs 亜細亜大学。日本体育大学が3-2で勝利したが、組み合わせ抽選での不正が発覚したため、この試合は没収試合（3-0で亜細亜大学の勝ち）とされ、亜細亜大学が準決勝に進んだ。その後日本体育大学には男子6人制において1年間の対外試合禁止処分が下され、総監督の森田淳悟は関東大学連盟の役職辞任に至った。
- 2009年8月22日に行われた、国体少年女子の部関東ブロック大会代表決定戦東京 vs 茨城。東京が2-0で勝利した試合であったが、東京が参加資格のない選手を出場させていたことが発覚したため没収試合（2-0で茨城の勝ち）となった。この結果、東京に代わり茨城が国体本大会出場権を得た。
- 2009年11月28日のチャレンジリーグ女子開幕戦の、KUROBEアクアフェアリーズ vs 大野石油広島オイラーズ（柏市中央体育館）は、大野石油の一部選手が新型インフルエンザに感染し人数が揃わないため、KUROBEの不戦勝（3-0の没収試合扱い）となった。
- 2012年1月7日のチャレンジリーグ男子、トヨタ自動車サンホークス vs 東京ヴェルディ（大阪府東大阪市・近畿大学記念会館）は、東京ヴェルディが試合開始時間を勘違いし試合開始までに会場に現れなかったため没収試合となり、トヨタ自動車サンホークスの勝利（3-0）となった。
- 2021年1月7日の全日本高等学校バレーボール選手権大会男子3回戦東山（京都） vs 高松工芸（香川）（東京体育館）は東山の一部選手に発熱とみられる症状が発生し（後に新型コロナウイルスの感染が判明）、大会を棄権したため、高松工芸の不戦勝（0-25）となった[78][79][80]。

## ラグビーにおける没収試合
- 2023年12月30日の第103回全国高等学校ラグビーフットボール大会2回戦中部大春日丘（愛知） vs 高松北（香川）（東大阪市花園ラグビー場）は高松北が1回戦で負傷者が出て登録選手が15人に満たなくなり、大会を棄権したため、中部大春日丘の不戦勝となった[81]。